# گربه بابتیل ژاپنی

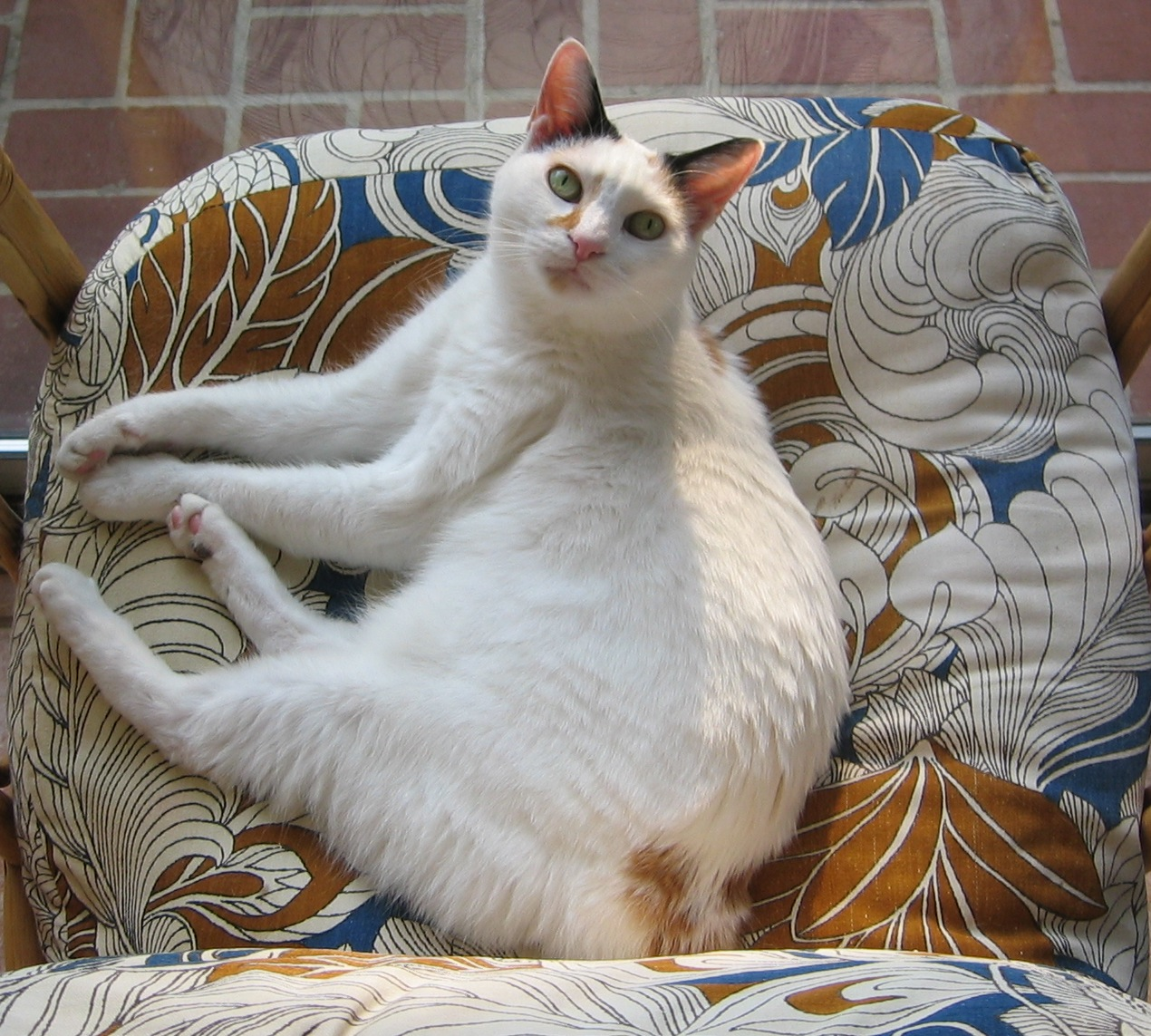
بابتیل ژاپنی

گربه بابتیل ژاپنی (انگلیسی: japanese bobtail) از گونهٔ گربه‌های خانگی است، که دارای دم کوچک شبیه دم خرگوش می‌باشد.
این گونه بومی ژاپن بوده، گرچه امروزه در سراسر دنیا یافت می‌شود. گربه بابتیل ژاپنی مانند سایر گربه‌ها دارای رنگهای متفاوت بوده ولی معروفترین آنها دارای رنگهای سفید و سیاه، و سفید و قرمز می‌باشند. سر آنها به شکل مثلث متساوی الاضلاع بوده (بدون احتساب گوشها) گوشها بزرگ، عمودی، ازهم جدا، پوزه نسبتاً پهن و گرد و نوک‌تیز، چشمها بزرگ، بیضی بوده، دارای جثه متوسط و بالاتنه بلند و لاغر که قدرت عضلانی قوی دارند. گردن آنها متوسط، پاها بلند و باریک و پاهای عقب بلندتر می‌باشند. پنجه‌ها بیضی شکل و چهارانگشت درجلو و پنج انگشت درعقب دارند و موی بدنشان نرم و ابریشمی می‌باشد.